# Jona Efoloko
Jona Efoloko (Kinshasa, 23 settembre 1999) è un velocista britannico, medaglia di bronzo nella staffetta veloce ai mondiali di Oregon 2022.
Allenato da John Smith, il suo club è il Sale Harriers di Manchester. Ha vinto il titolo dei 200 metri ai Mondiali juniores di Tampere, stabilendo il suo primato personale in 20"48.

## Palmarès
| Anno                                  | Manifestazione          | Sede       | Evento      | Risultato  | Prestazione | Note                                     |
| ------------------------------------- | ----------------------- | ---------- | ----------- | ---------- | ----------- | ---------------------------------------- |
| In rappresentanza della Gran Bretagna |                         |            |             |            |             |                                          |
| 2016                                  | Europei U18             | Tbilisi    | 200 m piani | Oro        | 21"15       | Miglior prestazione personale stagionale |
| 2017                                  | Europei U20             | Grosseto   | 200 m piani | Argento    | 20"92       | Miglior prestazione personale            |
| 2018                                  | Mondiali U20            | Tampere    | 200 m piani | Oro        | 20"48       | Miglior prestazione personale            |
| 2022                                  | Mondiali                | Eugene     | 4×100 m     | Bronzo     | 37"83       | Miglior prestazione personale stagionale |
| 2022                                  | Europei                 | Monaco     | 4×100 m     | Oro        | 37"67       | Record dei campionati                    |
| 2023                                  | Mondiali                | Budapest   | 4x100 m     | 4º         | 37"80       |                                          |
| 2024                                  | World Relays            | Nassau     | 4×100 m     | 5º         | 38"45       |                                          |
| 2024                                  | Europei                 | Roma       | 200 m piani | Semifinale | 20"73       |                                          |
| 2024                                  | Europei                 | Roma       | 4×100 m     | Batteria   | 39"60       |                                          |
| 2025                                  | World Relays            | Guangzhou  | 4x100 m     | Finale     | dnf         |                                          |
| In rappresentanza dell' Inghilterra   |                         |            |             |            |             |                                          |
| 2022                                  | Giochi del Commonwealth | Birmingham | 4×100 m     | Oro        | 38"35       |                                          |